# Радића Брдо
Радића Брдо је насељено место у Босни и Херцеговини у општини Травник. Административно припада Федерацији Босне и Херцеговине, односно њеном Средњобосанском кантону. Према попису становништва из 2013. у насељу је било 243 становника, а већинску популацију чинили су Хрвати и Бошњаци.

## Становништво
По последњем службеном попису становништва из 2013. године у овом насељу живело је 243 становника, а село је било етнички хетерогено са већинском хрватско-бошњачком популацијом.
| Националност | 2013. | 1991.        | 1981.        | 1971.        |
| Бошњаци      | —     | 102 (32,38%) | 108 (27,41%) | 103 (36,14%) |
| Хрвати       | —     | 202 (64,13%) | 252 (63,96%) | 179 (62,81%) |
| Срби         | —     | 6 (1,90%)    | 5 (1,27%)    | 0            |
| Југословени  | —     | 5 (1,59%)    | 25 (6,34%)   | 1 (0,35%)    |
| остали       | —     | 0            | 4 (1,01%)    | 2 (0,70%)    |
| Укупно       | 243   | 315          | 394          | 285          |